# 1418
| [ Edytuj tabelę ]                          | |
| Król Polski                                | - 1386 Władysław II Jagiełło 1434                                                                    |
| Współksiążęta Andory                       | - 1416 Francesc de Tovia 1436 - 1412 Jan I 1436                                                      |
| Król Anglii                                | - 1413 Henryk V 1422                                                                                 |
| Król Aragonii i Walencji, hrabia Barcelony | - 1416 Alfons V Aragoński 1458                                                                       |
| Władca Azteków                             | - 1417 Chimalpopoca 1427                                                                             |
| Elektor Brandenburgii                      | - 1415 Fryderyk I 1440                                                                               |
| Książę Bawarii-Ingolstadt                  | - 1413 Ludwik VII Brodaty 1443                                                                       |
| Książę Bawarii-Landshut                    | - 1393 Henryk XVI Bogaty 1450                                                                        |
| Książę Bawarii-Monachium                   | - 1397 Ernest 1438                                                                                   |
| Książę Burgundii                           | - 1404 Jan bez Trwogi 1419                                                                           |
| Cesarz Bizancjum                           | - 1391 Manuel II Paleolog 1425                                                                       |
| Sułtan Brunei                              | - 1415 Ahmad 1425                                                                                    |
| Cesarz Chin                                | - 1402 Yongle 1424                                                                                   |
| Król Cypru                                 | - 1398 Janusz 1432                                                                                   |
| Król Czech                                 | - 1378 Wacław IV Luksemburski 1419                                                                   |
| Król Danii                                 | - 1396 Eryk Pomorski 1439                                                                            |
| Dalajlama                                  | - 1391 Gendun Drup 1474                                                                              |
| Władca Egiptu                              | - 1412 Al-Mu’ajjad Szajch 1421                                                                       |
| Cesarz Etiopii                             | - 1414 Izaak 1429                                                                                    |
| Król Francji                               | - 1380 Karol VI 1422                                                                                 |
| Król Gruzji                                | - 1412 Aleksander 1442                                                                               |
| Hrabia Holandii                            | - 1417 Jakobina Bawarska 1433 - 1418 Jan III 1425                                                    |
| Władca Inków                               | - 1410 Viracocha 1438                                                                                |
| Cesarz Japonii                             | - 1412 Shōkō 1428                                                                                    |
| Kalif                                      | - 1414 Al-Mu’tadid II 1441                                                                           |
| Król Kastylii i Leónu                      | - 1406 Jan II Kastylijski 1454                                                                       |
| Patriarcha Konstantynopola                 | - 1416 Józef II 1439                                                                                 |
| Władca Korei                               | - 1400 Taejong 1418 - 1418 Sejong Wielki 1450                                                        |
| Najwyższy książę litewski                  | - 1401 Jagiełło 1434                                                                                 |
| Wielki książę litewski                     | - 1392 Witold 1430                                                                                   |
| Cesarz Majapahitu                          | - 1389 Wikramawardhana 1429                                                                          |
| Sułtan Maroka                              | - 1398 Usman III 1421                                                                                |
| Książę Mediolanu                           | - 1412 Filip Maria 1447                                                                              |
| Wielki książę moskiewski                   | - 1389 Wasyl I 1425                                                                                  |
| Król Nawarry                               | - 1387 Karol III Szlachetny 1425                                                                     |
| Król Norwegii                              | - 1396 Eryk Pomorski 1442                                                                            |
| Sułtan Omanu                               | - 1406 Machzum ibn al-Fallah 1435                                                                    |
| Elektor Palatynatu                         | - 1410 Ludwik III 1436                                                                               |
| Papież                                     | - 1417 Marcin V 1431                                                                                 |
| Król Portugalii                            | - 1385 Jan I 1433                                                                                    |
| Cesarz Rzymski (niemiecki)                 | - 1410 Zygmunt Luksemburski 1437                                                                     |
| Kapitanowie Regenci San Marino             | - 1418 Sante Lunardini Bettino di Paolo 1418 - 1418 Antonio di Marino di Fosco Antonio di Tegna 1418 |
| Despota Serbii                             | - 1402 Stefan IV Lazarević 1427                                                                      |
| Elektor Saksonii                           | - 1388 Rudolf III Saski 1419                                                                         |
| Król Szkocji                               | - 1406 Jakub I 1437                                                                                  |
| Król Szwecji                               | - 1396 Eryk XIII Pomorski 1439                                                                       |
| Król Tajlandii                             | - 1409 Intha Racha 1424                                                                              |
| Sułtan Turków                              | - 1413 Mehmed I 1421                                                                                 |
| Doża Wenecji                               | - 1413 Tommaso Mocenigo 1423                                                                         |
| Król Węgier                                | - 1387 Zygmunt Luksemburski 1437                                                                     |
| Wielki mistrz zakonu krzyżackiego          | - 1414 Michael Küchmeister von Sternberg 1422                                                        |

Rok 1418 / MCDXVIII
stulecia: XIV wiek ~
XV wiek ~
XVI wiek

lata: 1408 «
1413 «
1414 «
1415 «
1416 «
1417 «
1418
» 1419
» 1420
» 1421
» 1422
» 1423
» 1428

## Wydarzenia w Polsce
- Marzec – do soboru dotarły listy o zakończeniu chrystianizacji Żmudzi oraz list Grzegorza Camblaka, metropolity kijowskiego o możliwości unii z kościołem wschodnim w obrębie państwa Jagiełły.
- Kwiecień – podczas polsko-krzyżackich rozmów w Brześciu przedłużono rozejm brodnicki.
- 1 maja – sobór został zamknięty przez papieża Marcina V
- Czerwiec – do kraju powróciło poselstwo soborowe, zdając sprawozdanie na zjazdach szlachty w Łęczycy i Gnieźnie
- 15 czerwca – książę Janusz I Starszy nadał Łomży prawa miejskie oparte na prawie chełmińskim.
- 18 lipca – wybuch zamieszek we Wrocławiu, tzw. defenestracja wrocławska.
- Jesienią wielki mistrz zaproponował oddanie sporu pod arbitraż papieża, jednak strona polska na spotkaniu pod Wieloną nie wyraziła na to zgody.

## Wydarzenia na świecie
- 22 kwietnia – zakończył się sobór w Konstancji.
- 29 maja – Burgundczycy opanowali Paryż i dokonali rzezi Armaniaków.

## Zmarli
- 31 stycznia – Mircza I Stary, hospodar Wołoszczyzny (ur. 1358)
- 11 lutego – Bogusław VIII, książę stargardzki i słupski (ur. w okr. 1363–1364)
- 31 lipca – Anna Światosławowna, wielka księżna litewska, żona Witolda (ur. ?)
- 13 września – Beatrice di Lascaris, żona księcia Mediolanu Filippo Marii Viscontiego, wcześniej żona kondotiera Facino Cane